# Цифровая антропология
Цифрова́я антрополо́гия (англ. Digital anthropology) — область социальной и культурной антропологии, которая занимается изучением взаимодействия человека и цифровых технологий и, шире, антропологических аспектов цифровых технологий. Встречается употребление этого термина в отношении исследований в области социальной антропологии, использующих цифровые технологии как инструмент, ср. также в похожем значении выражение цифровые гуманитарные науки (англ. Digital Humanities). Близкие по значению термины: техно-антропология, цифровая этнография, киберантропология и виртуальная антропология.

## Направления
1. Изучение социотехнических систем, включающих в себя людей и технологии.
2. Уточнение представлений о человеке и границах человеческого в связи с распространением тех или иных технологий.
3. Изучение возникающих сообществ, ориентированных или опирающихся на технологии.
4. Применение методов антропологии, чтобы лучше понять и оптимизировать наше использование цифровых устройств.
5. Использование антропологами технологий как инструментов и в преподавании, и в исследованиях.
6. Изучение практик использования цифровых технологий и сравнение их культурных контекстов.
7. Контекстуализация цифровых технологий: социальные и культурные рамки, которые их порождают и в которые они встраиваются.
8. Исследование цифровых технологий как формы материальной культуры.

## Антропология кибернетических систем
Некоторые ученые фокусируют внимание в своих исследованиях на культурно-ориентированных взаимоотношениях между людьми и технологиями. Эти взаимоотношения включают попытки соединить технологии с человеком и другими биологическими организмами (киборги), с человеческим обществом и с культурной средой.

## Киберпространство и виртуальные миры
Само киберпространство может служить для антропологов полем, позволяющим провести наблюдение, анализ и интерпретацию социокультурных феноменов, возникающих в любом интерактивном пространстве.
Ряд антропологов провели этнографические исследования виртуальных миров, например исследование Бонни Нарди о World Of Warcraft и исследование Тома Боэлсторфа о Second Life.

## Новые цифровые сообщества